# Baar (Rhénanie-Palatinat)
Pour les articles homonymes, voir Baar.
Baar est une municipalité du Verbandsgemeinde Vordereifel, dans l'arrondissement de Mayen-Coblence, en Rhénanie-Palatinat, dans l'ouest de l'Allemagne.
La chapelle dans le quartier Wanderath est dédiée à saint Valère de Trèves.